# HD72055
HD72055 — хімічно пекулярна зоря спектрального класу B8, що має видиму зоряну величину в смузі V приблизно  8,1.
Вона  розташована на відстані близько 772,9 світлових років від Сонця.

## Пекулярний хімічний склад
Зоряна атмосфера HD72055 має підвищений вміст 
Si
.